# Мадонна с Младенцем, святыми Иосифом и Иоанном Крестителем
«Мадонна с Младенцем, святыми Иосифом и Иоанном Крестителем» — картина флорентийского художника эпохи Возрождения Понтормо.
На картине изображена Мадонна с младенцем, который играет со щеглом, у неё из-за спины выглядывают слева её обручённый муж Святой Иосиф, а справа в образе юноши — Святой Иоанн Креститель. Мадонна демонстрирует холодную отстранённость от зрителя, глаза её выглядят заплаканными, в то время как младенец игрив и даже кокетлив — некоторые исследователи в подобных необычных для итальянских художников мотивах отмечают влияние немецкой школы живописи и в первую очередь Альбрехта Дюрера.
Ведущий научный сотрудник отдела западноевропейского искусства Эрмитажа Т. К. Кустодиева, описывая картину, отмечала:

Эрмитажная «Мадонна с младенцем…» Понтормо отмечена чисто флорентийской монументальностью в понимании формы. Образ мадонны сдержан и строг. Изгибы её тела только угадываются под чрезвычайно пышными складками зелёного плаща, наброшенного на красное платье. Слишком длинная шея увенчана маленькой головкой. Лицо наделено странным выражением, точно женщина, представленная в виде мадонны, горько плакала, прежде чем прикрыться маской отчуждённости  и замкнутости. Персонажи маньеристических произведений, как правило, наделены чертами аристократического высокомерия и чувством превосходства, которые как бы предписывают зрителю соблюдать определённую дистанцию.

Картина выполнена в начале 1520-х годов и её ранняя история владения неизвестна. Первые упоминания о ней относятся к концу XVIII века, когда её у неназванного продавца купил граф П. Мордвинов. Уже тогда картина числилась за авторством Понтормо; атрибуция получила подтверждение в начале XX века, когда в Кабинете рисунков галереи Уффици  был обнаружен подготовительный рисунок Понтормо к этой картине, который был опубликован в 1916 году. Картина находилась в семейной собственности графов Мордвиновых вплоть до Октябрьской революции, после которой она в числе прочих национализированных произведений искусства была передана в Государственный музейный фонд, из которого в 1923 году поступила в Государственный Эрмитаж; выставляется в Большом (Старом) Эрмитаже в зале 216.
Ряд исследователей высказывали гипотезу что картина была выполнена по рисунку Понтормо другим флорентийским художником — Бронзино, однако эта точка зрения не нашла подтверждения. Американская исследовательница Дженет Кокс-Ририк указывает, что данная картина очень близка по стилю исполнения к росписям Понтормо на вилле Медичи в Поджо-а-Кайано. Она включила картину в свой каталог-резоне живописи Понтормо. Однако она же в 2004 году изменила свое мнение и поддержала Костаманьи в том, что автором картины является Бронзино. В 2010 году набросок из Уффици с изображением Мадонны был на выставке в Метрополитен-музее, Д. Кокс-Ририк в выставочном каталоге указала, что автором наброска является Понтормо, однако вновь подтвердила, что финальную картину всё равно написал Бронзино. В Государственном Эрмитаже авторство Понтормо считают бесспорным.